# Renault–Nissan Common Module Family
Renault–Nissan Common Module Family (CMF) — автомобильная платформа альянса Renault Nissan, используемая с 2013 года.

## Особенности
Платформа CMF нацелена на снижение производственных затрат и конкуренцию с автомобилями на платформе Volkswagen Group MQB. Она состоит, в основном, из моторного отсека и кабины.

## Модификации
- CMF-A — платформа для автомобилей сегмента A[4][5][6].
- CMFA-EV — платформа для электромобилей.
- CMF-A+ — платформа для автомобилей сегмента B и минивэнов[7][8][9].
- CMF-B — преемница платформы Nissan B[10][11][12][13]. Модификации: CMF-B HS (high specifications), CMF-B LS (low specifications)[14][15][16][17] и CMF-B EV (CMF-BEV или CMFB-EV)[18][19][20][21][22].
- CMF-C/D — платформа для автомобилей сегментов C и D[23][24][25].
- CMF-EV — платформа для электромобилей-кроссоверов[26][27].